# Karl Sutter
Karl Sutter   (Basilea, 10 de maig de 1914 - Spandau, 14 de setembre de 2003) va ser un atleta alemany, especialista en el salt de perxa, que va competir durant la dècada de 1930.
En el seu palmarès destaca una medalla d'or en la prova del salt de perxa al Campionat d'Europa d'atletisme de 1938, per davant Bo Ljungberg i Pierre Ramadier, segon i tercer respectivament. Fou subcampió al campionat alemany de l'especialitat en dues ocasions, el 1937 i 1939.

## Millors marques
- Triple salt. 4,05 metres (1938)[4]